# نقض حقوق آموزگاران و استادان دانشگاه در جمهوری اسلامی ایران
حقوق شماری از آموزگاران (معلمان) و استادان دانشگاه توسط نظام جمهوری اسلامی ایران، نقض شده‌است که از سوی برخی از رسانه‌های خبری و سازمان‌های پشتیبان حقوق بشر، گزارش شده‌است و در این مقاله، بخش‌هایی از آن گزارش‌ها آمده‌است.

## پیشینهٔ نقض حقوق آموزگاران و استادان دانشگاه
در نظام جمهوری اسلامی ایران، حقوق انسانی معلمان و استادان دانشگاه مانند حقوق انسانی کنشگران سیاسی و مدنی، کارگران و اقلیت‌های عقیدتی نقض و اعتراضاتشان نیز سرکوب می‌شود.
بر پایهٔ گزارش دیده‌بان حقوق بشر، رویارویی حکومت جمهوری اسلامی با آموزگاران و کارگران معترض، در سال ۱۳۹۶ (۲۰۱۸ و نیز پس از آن)، به دلیل سازمان‌دهی شدن اعتراضاتِ (هر چند) مسالمت‌آمیز، بیشتر شده‌است.

### انقلاب فرهنگی
حکومت جمهوری اسلامی در راستای اسلامی‌سازی دانشگاه‌ها، از سال ۱۳۵۹ تا ۱۳۶۲، به اخراج و سرکوب گاهی خونین دانشگاهیان ایران پرداخت که در پی آن، دانشگاه‌های سراسر کشور تا چند سال، تعطیل شدند و دانشجویان و استادان (دگراندیش، چپ (کمونیست)، بهائی و هوادار حکومت پهلوی)، از دانشگاه‌ها اخراج شدند. در این رخداد، سه تن از دانشجویان، کشته شده و صدها تن نیز زخمی گشتند.

### نقض حقوق دین‌ناباوران، نوکیشان و غیر کتابی‌ها
انسانهای دین‌ناباور (فرادینی)، مانند پیروان دین‌های غیر کتابی، از جهت قانونی، حق تحصیل در دانشگاه را ندارند.

## اعدام و ترور
1. فرزاد کمانگر؛ آموزگار کُرد ایرانی و نیز زندانی سیاسی‌[۵] که به اتهام همکاری با پژاک به اعدام محکوم شد؛ ولی او هیچ‌گاه این اتهام را نپذیرفت و در ۱۹ اردیبهشت ۱۳۸۹، به همراه علی حیدریان، فرهاد وکیلی، شیرین علم‌هولی و مهدی اسلامیان در زندان اوین به دار آویخته شد.[۶] او گزارشگر ویژه افتخاری مجموعه فعالان حقوق بشر در ایران نیز بود. یونسکو در گزارش خود در مورد فشارها بر ضد فضای آموزشی، به موضوع اعدام فرزاد کمانگر، اشاره کرد.[۷] وی پیش از اعدام، شکنجه شد[۸][۹] و شکنجه‌گرانش برای بیشتر شدن شدت شکنجهٔ روانی، در هنگام شکنجهٔ جسمی، با صدای بلند، صدای قرائت قرآن را پخش می‌کردند.[۱۰] و پیکر او و چند زندانی اعدام شدهٔ دیگر، در جایی دور از گورستان مسلمانان، به خاک سپرده شد.[۱۱][۱۲]

## احضار، بازداشت، شکنجه و زندان

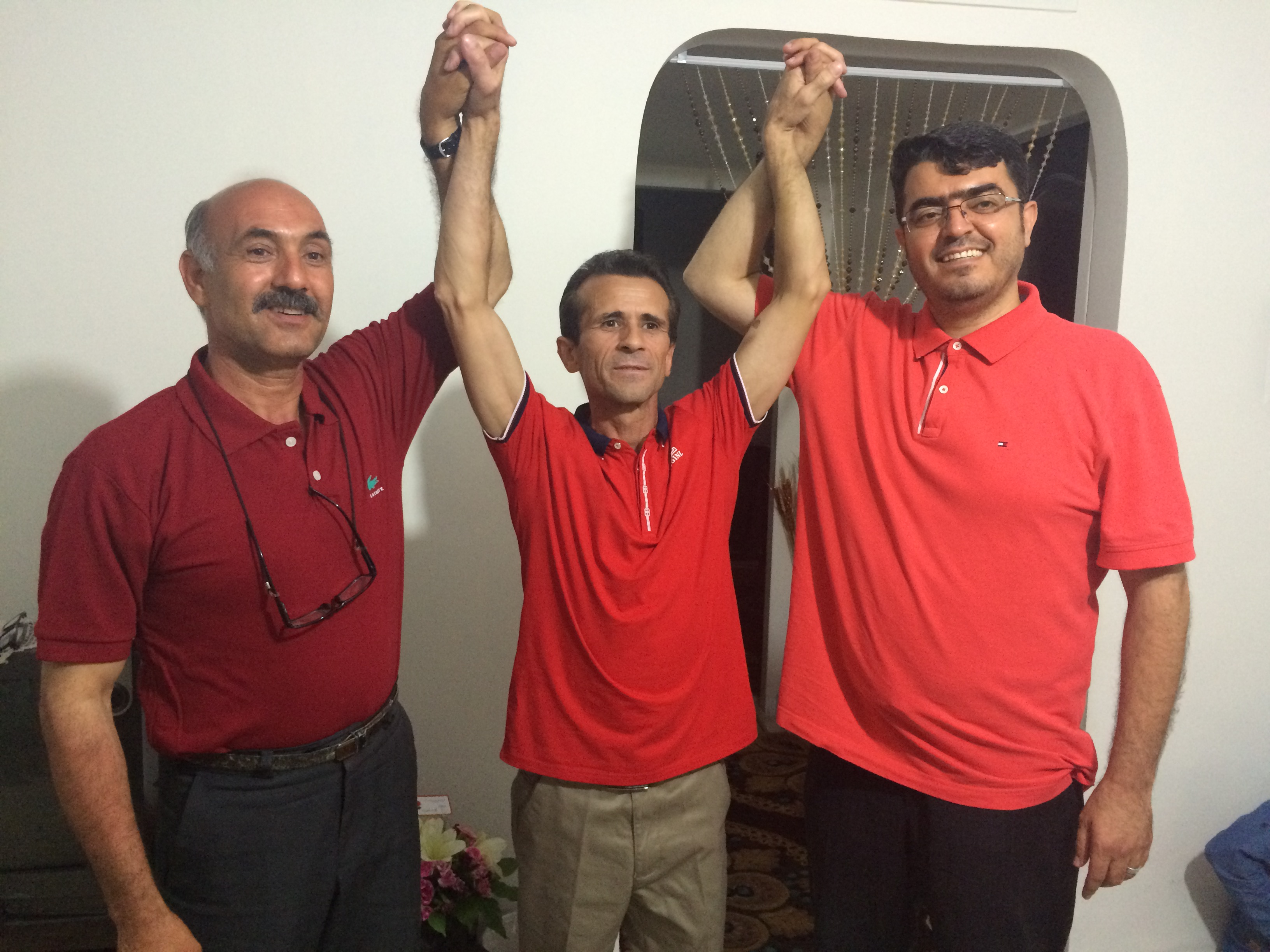
اسماعیل عبدی، جعفر عظیم‌زاده و رسول بداقی پس از آزادی از زندان اوین

1. رسول بداقی؛ آموزگار، فعال حقوق بشر، عضویت هیئت مدیرهٔ کانون صنفی معلمان ایران و نیز زندانیان سیاسی‌ای که در دورهٔ محکومیتش اجازهٔ مرخصی نیافت.[۱۳] وی چند بار اعتصاب غذا کرد و به دلیل انتشار نامه‌ای از درون زندان دربارهٔ اعتصاب غذایش در زندان رجایی‌شهر به سلول انفرادی، منتقل شد.[۱۴]
2. محمود بهشتی لنگرودی؛ آموزگار، یکی از اعضای هیئت مدیره و دبیرکل پیشین کانون صنفی معلمان ایران و نیز کنشگر و زندانی سیاسیای که به ۹ سال حبس، محکوم شد.[۱۵] وی در اعتراض به وضعیت خود، در زندان، اعتصاب غذا کرد.[۱۶]
3. محمد حبیبی خوزانی؛ دارای گواهی‌نامهٔ کارشناسی ارشد در رشته علوم سیاسی، آموزگار، سخنگو[۱۷] و عضو هیئت مدیرهٔ کانون صنفی معلمان ایران و کنشگر سیاسی‌ای که به حکم دادگاه انقلاب، به ۷ سال و نیم حبس و ۷۴ ضربه شلاق و نیز انفصال از خدمت، محکوم شد.[۱۸][۱۹][۲۰][۲۱] وی با وجود شدت بیماری، از خدمات پزشکی، محروم شد.[۲۲]
4. هاشم خواستار؛ آموزگار، مهندس کشاورزی، عضو هیئت مدیرهٔ کانون صنفی معلمان مشهد و نیز زندانی سیاسی[۲۳][۲۴][۲۵][۲۶] و یکی از منتقدان سید علی خامنه‌ای است و در نامه‌ای سرگشاده، در خطاب به وی نوشت که شما «دنیای مردم ایران و خاورمیانه را جهنم کرده‌اید».[۲۷][۲۸][۲۹] وی پس از کسر حقوقش در سال ۸۸، در دادگاه انقلاب اسلامی مشهد، به اتهام اقدام علیه امنیت ملی، به ۶ سال حبس و در دادگاه تجدید نظر، با ۲ سال حبس تعزیری، محکوم شد که بدون حتی یک روز مرخصی، دورهٔ دو سالهٔ زندان را در وکیل‌آباد گذراند و به دلیل افشاگری دربارهٔ وضعیت زندان، ۴۵ روز به حبسش افزوده شد.[۳۰] او در ۳۱ تیر ۱۳۹۷ نیز در پی تجمع سکوت معلمان، به همراه برخی از معلمان، بازداشت شده و به بازداشتگاه پلیس امنیت، منتقل شد. سازمان اطلاعات سپاه پاسداران انقلاب اسلامی در راستای سرکوب مخالفانش، تلاش کرده که وی را مانند برخی از کنشگران عقیدتی و سیاسی و مدنی، بیمار روانی نشان دهد؛ در حالی که هیچ گونه پیشینهٔ بیماری روانی نداشته‌است.[۳۱][۳۲][۳۳][۳۴] هاشم خواستار در اعتراض به این رفتارهای خشونت‌آمیز در بیمارستان، دست به اعتصاب غذا زد. پزشکان مربوط از تجویز دارو برای وی خودداری کردند.[۳۵] او در ۱۳ بهمن ۱۳۹۸ به دلیل امضای بیانیه ۱۴ فعال سیاسی دربارهٔ استعفای خامنه‌ای، به ۱۶ سال زندان، سه سال تبعید به شهرستان نیک‌شهر و سه سال ممنوعیت خروج از کشور، محکوم شد.[۳۶][۳۷]
5. محمدحسین سپهری؛ آموزگار، فعال سیاسی، دموکراسیخواه، یکی از امضا کنندگان بیانیه ۱۴ فعال سیاسی[۳۸][۳۹] و نیز زندانی سیاسی که در روز ۲۰ مرداد ۱۳۹۸، به دلیل امضای بیانیه ۱۴ فعال سیاسی بر ضد علی خامنه‌ای و حکومت جمهوری اسلامی، به دست مأموران امنیتی در مشهد بازداشت شد.[۴۰][۴۱][۴۲][۴۳][۴۴][۴۵][۴۶][۴۷][۴۸][۴۹][۵۰][۵۱][۵۲][۵۳][۵۴][۵۵][۵۶][۵۷][۵۸][۵۹][۶۰][۶۱][۶۲] وی در سال ۱۳۹۸ خورشیدی، به انفصال از خدمت (ممنوعیت شغلی) نیز دچار شد.ref>>«جلسه اول بازپرسی محمدحسین سپهری معلم ساکن مشهد برگزار شد». کمپین دفاع از زندانیان سیاسی و مدنی.</ref>[۶۳] محمدحسین سپهری، مانند شمار قابل توجهی از زندانیان عقیدتی و سیاسی دیگر، به دلیل مرخصی نیافتن در دورهٔ دنیاگیری کروناویروس به کرونا دچار شد. وی در این مدت، در سلول انفرادی، حبس شده و از خدمات پزشکی و ارتباط تلفنی و نیز به دلیل افشاگری دربارهٔ انجام اعدام‌ها در زندان مرکزی مشهد (وکیل‌آباد)،[۶۴] از دیدار با اعضای خانواده، محروم شد.[۶۵][۶۶][۶۷][۶۸][۶۹] وی در هنگام بازجویی، شکنجه شده و برخی از دندان‌هایش زیر ضربات مشت بازجو شکست. او در اعتراض به آزار خود در زندان، بیش از یک ماه، اعتصاب غذا کرد که همین مسئله، باعث انسداد روده‌اش شد.[۷۰][۷۱][۷۲] و در زندان مرکزی (وکیل‌آباد) مشهد، زندانی شد. خواهر وی یعنی فاطمه سپهری نیز در تاریخ ۱۴ مرداد ۱۳۹۸، یکی از امضا کنندگان بیانیهٔ ۱۴ زن کنشگر درون ایران[۷۳][۷۴][۷۵][۷۶][۷۷][۷۸][۷۹][۸۰][۸۱][۸۲][۸۳][۸۴][۸۵][۸۶][۸۷][۸۸]
6. اسماعیل عبدی؛ دبیر ریاضی، مربی و داور درجهٔ دو فدراسیون شطرنج، عضو هیئت مدیرهٔ کانون صنفی معلمان ایران و نیز کنشگر و زندانی سیاسی[۸۹][۹۰][۹۱] در ده سال گذشته، بارها بازداشت شده‌است که بار آخر، به ۱۰ سال زندان، محکوم شد.[۹۲] او در زندان، به کرونا مبتلا شد. همچنین در اعتراض به وضعیت بدش در زندان، اعتصاب غذا کرد.[۹۳]
7. عبدالرضا قنبری؛ استاد دانشگاه، آموزگار، نویسنده، شاعر، منتقد ادبی و زندانی سیاسیای که در ابتدا به اعدام محکوم شد؛[۹۴][۹۵] ولی بعدها حکمش به ۱۵ سال حبس و تبعید، کاهش یافت.[۹۶]
8. عباس واحدیان شاهرودی؛ نویسنده، آموزگار، دموکراسیخواه، امضا کنندهٔ بیانیه ۱۴ فعال سیاسی. وی یکی از امضا کنندگان بیانیه ۱۴ فعال سیاسی و مدنی برای کناره‌گیری خامنه‌ای از حکومت و نیز گذار از حکومت جمهوری اسلامی است.[۹۷][۹۸][۹۹][۱۰۰][۱۰۱][۱۰۲] این کنشگر و زندانی سیاسی در ۲۷ مرداد ۱۳۹۸ در مشهد و در پی یورش ۸ مأمور امنیتی، با خشونت و با به‌کارگیری الفاظ رکیک و بدون ارائه حکم قضائی برای ورود به منزل بازداشت شد و پس از تفتیش منزل، با ضرب و شتم در حضور همسر و فرزندانش به مکان نامعلومی منتقل گردید. وی ۴۵ روز از زندانش در سلول انفرادی، سپری شد.[۱۰۳][۱۰۴][۱۰۵][۱۰۶][۱۰۷][۱۰۸][۱۰۹][۱۱۰][۱۱۱] وی به حکم دادگاه انقلاب مشهد، به اتهام توهین به خمینی و خامنه‌ای، براندازی حکومت جمهوری اسلامی، تبلیغ علیه نظام، مصاحبه با رسانه‌های معاند نظام، تشویش اذهان عمومی، تشکیل گروه تلگرامی به قصد نشر اکاذیب و برهم زدن امنیت ملی، اجتماع و ارتباط با گروه‌های معاند نظام، به حبس طولانی، محکوم شد.[۱۱۲] در زندان، افزون بر سوء قصد به جان عباس واحدیان شاهرودی، به جان چند تن دیگر از امضا کنندگان بیانیه ۱۴ فعال سیاسی یعنی محمدحسین سپهری، رضا مهرگان و جواد لعل‌محمدی نیز از سوی حکومت جمهوری اسلامی سوء قصد شد.[۱۱۳] همچنین به دلیل مرخصی نیافتن در دورهٔ دنیاگیری کروناویروس (مانند زندانی سیاسی دیگر یعنی محمدحسین سپهری[۱۱۴][۱۱۵][۱۱۶][۱۱۷][۱۱۸])، به کرونا دچار شد.[۱۱۹][۱۲۰][۱۲۱] همسرش یعنی شهلا جهان‌بین نیز در همان روز (یکشنبه ۲۷ مرداد ۱۳۹۸) بازداشت شد.[۱۲۲] واحدیان شاهرودی، در محکومیتی دیگر از سوی دادگاه انقلاب اسلامی مشهد به ۱۰ سال حبس محکوم شد.[۱۲۳]
9. محمد شریف؛ عضو هیئت علمی دانشکده حقوق و علوم سیاسی دانشگاه، وکیل و زندانی سیاسی است[۱۲۴] که به دلیل پذیرفتن وکالت متهمان سیاسی از دانشگاه طباطبائی اخراج شد.[۱۲۵][۱۲۶]
10. علیرضا اصغری درمیان معلم آموزش و پرورش در بیرجند به دلیل حمایت از اعتراضات مردمی پس از ۳۴ سال خدمت از آموزش و پرورش اخراج شد.[۱۲۷] این معلم فرهنگی در آبان ۱۴۰۱ به مدت ۷ روز در بازداشت اداره اطلاعات شهرستان بیرجند بود.[۱۲۸]

## مزاحمت و ممنوعیت فرهنگی، سیاسی، اجتماعی و اقتصادی
1. آموزگاران یهودی توسط حکومت جمهوری اسلامی، اخراج یا بازنشسته شدند و نیز سمَت مدیریت مدرسه‌های یهودیان به اسلام‌گرایان داده شد.[۱۲۹]

## مشکلات اقتصادی آموزگاران
برخی از معلمان به دلیل (پایین بودن درآمد و) وضعیت ناگوار معیشتی خودکشی می‌کنند.

### خیانت هزاران میلیاردی به صندوق فرهنگیان
به گزارش برخی منابع رسمی، مدیران بانک سرمایه به خیانت هزاران میلیارد تومانی در اموال صندوق ذخیره فرهنگیان متهم شدند.

## اعتراضات و اعتصابات و نیز سرکوب اعتراضات
«معلمان مطالبه‌جو، مرعوب این برخوردها نخواهند شد». (بیانیه «شورای هماهنگی تشکل‌های صنفی فرهنگیان ایران» در اعتراض به بازداشت معلمان توسط نظام جمهوری اسلامی ایران)

### اعتراضات و اعتصاب «سراسری» معلمان ایران
1. اعتصاب سراسری معلمان ایران[۱۳۳][۱۳۴][۱۳۵][۱۳۶] به مجموعه اعتراضات و اعتصابات پیاپی آموزگاران و دبیران از سال ۱۳۹۷ خورشیدی آغاز شده و در بیش از ۴۰ شهر انجام شد.
2. در ۲۰ آبان ۱۴۰۰، اعتراضات سراسری آموزگاران در ۲۲ استان کشور انجام شد که در پی آن، برخی از معلمان، کتک خورده و بازداشت شدند.[۱۳۷]
3. در پنج‌شنبه ۲ دی ۱۴۰۰ به رغم احضار برخی از فعالان معلمان در روزهای قبل از آن و تهدید آن‌ها، تجمع معلمان در شهرهای مختلف ایران برای دستیابی به خواسته‌های صنفی و مدنی برگزار شد که در برخی از شهرها با برخورد نیروهای انتظامی و امنیتی نیز مواجه شد و معلمان نیز با سر دادن شعار «بی‌شرف! بی‌شرف!» خطاب به عوامل سرکوب‌کننده اعتراضات، واکنش نشان دادند.[۱۳۸][۱۳۹]
4. در ۲۳ دی ۱۴۰۰، اعتراضات سراسری معلمان در ده‌ها شهر انجام شد که در پی آن، برخی از معلمان بازداشت شدند.[۱۴۰]
5. از ۲۰ تا ۲۲ (سه روز) آذر ۱۴۰۰، اعتراضات سراسری معلمان در ایران برگزار شد؛ نیروهای امنیتی به معلمان معترض در برابر مجلس، حمله کردند. معلمان به انجام نشدن: طرح رتبه‌بندی معلمان، قانون همسان‌سازی حقوق بازنشستگان، اجرای تحصیل رایگان و نیز آزادی معلمان زندانی، اعتراض کردند. یکی از معلمان معترض در برابر مجلس شورای اسلامی، کاغذی به دست گرفته بود که به سرکوب اعتراضات بی‌آبی اصفهان اشاره داشت و رویَش نوشته بود: «دانش‌آموزم نابینا شد! جواب آب، ساچمه نیست».[۱۴۱]
6. در ۱۱ آذر ۱۴۰۰، تجمع‌های اعتراضی گسترده معلمان سراسر ایران در (دست‌کم) ۶۰ شهر و ۲۷ استان ایران برگزار شد.[۱۴۲][۱۴۳]
7. در ۲۳ دی ۱۴۰۰، اعتراضات سراسری معلمان و فرهنگیان شاغل و بازنشسته، در ده‌ها شهر برگزار شد که در پی آن، برخی از فعالان صنفی معلمان بازداشت شدند. اعتراضات این روز، در پی فراخوان «شورای هماهنگی تشکل‌های صنفی فرهنگیان ایران» برگزار شد. یکی از شعارهای آنان این بود: «قلم بر تفنگ غالب است».[۱۴۴][۱۴۵]
8. در ۳۰ بهمن، آموزگاران و دبیران در سراسر ایران و بیش از صد شهر، اعتراض کردند که دست‌کم ۱۵ تن از آن‌ها بازداشت شدند. برخی از شعارهای آنان این بود: معلم زندانی آزاد باید گردد. با اهل قلم هر که درافتاد ورافتاد.[۱۴۶][۱۴۷][۱۴۸]

### اعتراضات دیگر
1. برخی از آموزگاران به همراه برخی از آزادیخواهان (زن و مرد) دیگر، در بیانیهٔ شناخته شده به بیانیه ۱۴ فعال سیاسی، خواستار کناره‌گیری خامنه‌ای از حکومت و نیز گذار از حکومت جمهوری اسلامی شدند.[۱۴۹][۱۵۰][۱۵۱][۱۵۲][۱۵۳][۱۵۴]
2. در اسفند ۱۳۸۵، آموزگاران و دبیران، اعتراضاتی را در شهرهای گوناگون ایران برای ایجاد برابری حقوق و مزایا با مشاغل دولتی دیگر در «نظام هماهنگ پرداخت»، سازمان‌دهی کردند. این اعتراضات، دو هفته ادامه یافت تا اینکه پلیس ضد شورش و نیروهای امنیتی در ۱۳ مارس، صدها تن از معلمان معترض را دستگیر کردند. این دستگیری‌ها تا نیمه آوریل ادامه یافت.[۱۵۵]
3. در دی ۱۴۰۰ در ادامه اعتراضات بازنشستگان، بازنشستگان آموزش و پرورش تجمعاتی در برابر مجلس شورای اسلامی و همچنین در شهرهای مختلف ایران برگزار کردند؛ معترضان به وضعیت معیشتی خود و اجرا نشدن طرح همسان سازی حقوق و تصویب نشدن لایحه مرتبط با این موضوع در مجلس اعتراض داشتند.[۱۵۶]
4. در ۱۸ آذر ۱۴۰۰، اعتراضات معلمان استان قم، انجام شد.[۱۵۷]

#### اعتراض به استخدام ده‌ها هزار طلبه به عنوان معلم
در ۱۲ اردیبهشت (روز معلم) ۱۴۰۰، کانون صنفی معلمان ایران در بیانیه‌ای به پایین بودن حقوق معلمان، نبود حق بیمه و امنیت شغلی برای آنان، عدم اجرای کامل همسان‌سازی برای بازنشستگان و همچنین «جذب ۲۵ هزار طلبه به عنوان معلم (برای اسلامی‌سازی) مدارس» اعتراض کرد.

## شعارهای معترضان
1. قلم بر تفنگ، غالب است.[۱۵۹]
2. جای معلم، زندان نیست[۱۳۳]
3. معلم زندانی آزاد باید گردد.[۱۶۰]
4. تبعیض، حق معلم نیست[۱۳۳]
5. نه به تبعیض، آری به عدالت[۱۳۳]
6. ما به تبعیض، اعتراض داریم[۱۳۳]
7. آموزش به زبان مادری، حق است[۱۳۳]
8. نه به خصوصی‌سازی آموزش[۱۳۳]
9. ما خواهان اجرای طرح رتبه‌بندی هستیم[۱۳۳]
10. معلم بیدار است، از تبعیض بیزار است[۱۵۶]
11. با اهل قلم هر که درافتاد ورافتاد.[۱۶۱]

## واکنش‌ها به سرکوب اعتراضات آموزگاران، دبیران و استادان دانشگاه
1. سازمان تربیتی، علمی و فرهنگی ملل متحد (یونسکو) در گزارشی، از حملات بر ضد دانشجویان، معلمان و استادان دانشگاه در ۳۲ کشور، از جمله، ایران انتقاد کرد.[۱۶۲]
2. مورگان اورتگاس، سخنگوی وقت وزارت خارجه آمریکا با نام بردن از هاشم خواستار و محمدحسین سپهری و چند تن دیگر، کیفر طولانی مدت آن‌ها را به دلیل «درخواست‌شان برای ایجاد تغییرات سیاسی»، محکوم کرد و خواستار آزادی فوری‌شان شد.[۱۶۳][۱۶۴][۱۶۵][۱۶۶]
3. اتحادیه اروپا حکم اعدام فرزاد کمانگر را محکوم کرد.[۱۶۷] همچنین اعدام وی در درون و بیرون کشور، با مخالفت‌ها و واکنش‌های قابل توجهی، روبه‌رو شد.[۱۶۸][۱۶۹] در واشینگتن، معترضان در برابر دفتر حفاظت منافع جمهوری اسلامی، تجمع کردند.[۱۷۰] فدراسیون جهانی اتحادیه‌های معلمان[۱۷۱] نیز در بیانیه‌ای، روز اعدام فرزاد کمانگر را یک روز فاجعه‌آمیز برای معلمان، فعالان اتحادیه‌های کارگری و حقوق بشر نامید.[۱۷۲] اتحادیه معلمان سوئد نیز با انتشار بیانیه‌ای اعدام فرزاد کمانگر را محکوم کرد.[۱۷۳] کمپین بین‌المللی حقوق بشر در ایران در بیانیه‌ای اعدام وی و چند زندانی مربوط دیگر را محکوم و از آن به عنوان نشانهٔ گسترش ترور حکومتی یاد کرد.[۱۷۴]

## آموزگاران، دبیران و استادان منتقد
فهرست نام‌های برخی از آموزگاران، دبیران و استادان (دانشگاه) مخالف با حکومت جمهوری اسلامی (به ترتیب حروف الفبا):
1. رسول بداقی؛
2. محمود بهشتی لنگرودی؛
3. محمد حبیبی خوزانی؛
4. هاشم خواستار؛
5. محمدحسین سپهری؛
6. اسماعیل عبدی؛
7. عبدالرضا قنبری؛
8. فرزاد کمانگر؛
9. عباس واحدیان شاهرودی.

## ارگان‌ها
- شورای هماهنگی تشکل‌های صنفی فرهنگیان ایران